# Кобилінське
Коби́лінське (біл. Кабылінскае) — невелике озеро в Верхньодвінському районі Вітебської області Білорусі.
Озеро розташоване за 38 км на північний схід від міста Верхньодвінськ, на висоті 127 м над рівнем моря.
Довжина озера — 450 м, ширина — 100 м, площа — 0,22 км². Озеро стікає через невеликий струмок до сусіднього озера Страдне (басейн річки Свольна).
Озеро обмежене пагорбами висотою до 13 м, порослі лісами, частково розорані. В північно-східній частині — невеликий острів.
На північному березі розташоване село Кобилінці.